# Saksonia-Altenburg
Księstwo Saksonii-Altenburga (niem. Herzogtum Sachsen-Altenburg) – księstwo Świętego Cesarstwa Rzymskiego powstałe z podziału ziem linii ernestyńskiej dynastii Wettynów. 
W 1672 roku odziedziczone przez Saksonię-Gotha utworzyło Saksonię-Gotha-Altenburg. Przywrócone w 1826 roku w wyniku nowego podziału ziem Wettynów. Do 1866 kraj Związku Niemieckiego. Od 1866 roku państwo Związku Północnoniemieckiego, a po zjednoczeniu Niemiec w 1871 roku jeden z krajów związkowych Cesarstwa Niemieckiego. Stolicą księstwa było miasto Altenburg.

## Historia
Książę Ernest I nie był aktywny politycznie, ale otwarty na kwestie społeczne. Doprowadził do uproszczenia administracji i większego rozwoju przemysłowego miasta. Od 1864 roku patronował pracom przy restauracji ratusza w Altenburgu. W 1873 roku otwarto Muzeum Narodowe. 9 lutego 1855 wydał zarządzenie o ścisłym porozumieniu wojskowym z Prusami. Tydzień później został mianowany na pruskiego generała à la suite. W czasie wojny prusko-austriackiej w 1866 roku, mimo osobistej sympatii dla wielu Wettynów i Austrii, zawarł sojusz wojskowy z Prusami. Konsekwencją ścisłego sojuszu z Prusami było przystąpienie Ernesta do Związku Północnoniemieckiego. Księstwo Saksonii-Altenburg w zamian za podporządkowanie się Prusom i przyjęcie narzuconego przezeń nowego porządku federalnego, otrzymało gwarancję niepodległości i nienaruszalności swojego terytorium.
Panujący w latach 1918-1908, bratanek i następca Ernesta I, Ernest II w październiku 1918 roku w obliczu zbliżającej się klęski, gdy istnienie monarchii było coraz bardziej zagrożone, zwlekał z wprowadzeniem choćby częściowych reform, w tym z wprowadzeniem nowego prawa wyborczego. 7 listopada 1918 roku wybuchły w księstwie zamieszki. Książę próbował jeszcze ratować sytuację uzupełniając skład rządu o grupę socjaldemokratów. Bezskutecznie. Dnia 13 listopada został zmuszony do abdykacji.
Książę Ernest II był jedynym byłym władcą niemieckim, który nie opuścił dawnej ojczyzny na terenie NRD. Powszechnie szanowany, zakończył życie w swym zameczku myśliwskim „Fröhliche Wiederkunft” koło Neustadt/Orla. W jego pogrzebie, nie bojąc się represji reżimu, brało udział wiele tysięcy dawnych poddanych.

## Książęta (Herzöge)

### Pierwsza kreacjaStara linia
- 1602–1639 Jan Filip I (syn Fryderyka Wilhelma I, księcia Saksonii-Weimar)
- 1639–1669 Fryderyk Wilhelm II (syn Fryderyka Wilhelma I)
- 1669–1672 Fryderyk Wilhelm III (syn Fryderyka Wilhelma II)

W 1672 ziemie księstwa dziedziczy książę Saksonii-Gotha Ernest I Pobożny. W 1680, po podziale ziem obydwa księstwa tworzą Saksonię-Gotha-Altenburg.

### Druga kreacjaNowa linia
- 1826–1834 Fryderyk (uprzednio od 1780 książę Saksonii-Hildburghausen)
- 1834–1848 Józef (syn Fryderyka)
- 1848–1853 Jerzy (syn Fryderyka)
- 1853–1908 Ernest I (syn Jerzego)
- 1908–1918 Ernest II (bratanek Ernesta I)

1918 – zniesienie monarchii.

### Książęta tytularni
- 1918–1955 Ernest II (usunięty)
- 1955–1991 Jerzy Maurycy (syn Ernesta II)

Linia wymarła. Tytuł książąt saskich na Altenburgu odziedziczyła linia na Meiningen.

### Genealogia
- uproszczona genealogia panujących z dynastii Wettynów: